# Cychrus spinicollis
| | |
| Abb. 1: Seitenansicht | Abb. 2: Vorderansicht |
| | |
| Abb. 3: Halsschild mit Dorn | |
| | |
| Abb. 4: Ausschnitt Flügeldecke, teilweise koloriert; rot: Flügeldeckennaht; grün: 1. Kettenstreifen gelb: Kante zum unter- geschlagenen Teil des Elytrons | Abb. 5: Mundwerkzeuge, teilwei- se koloriert; blau: Oberkiefer, teils verdeckt von grün: Oberlippe, rot: Kiefertaster, gelb: Lippentaster |

Cychrus spinicollis ist ein Käfer aus der Familie der Laufkäfer und der Gattung Schaufelläufer. Die Schaufelläufer bilden ist eine leicht erkennbare Gattung. Sie enthält weltweit 84 Arten, vierzehn davon findet man in Europa. Die Art Cychrus spinicollis kommt nur auf der Iberischen Halbinsel vor und umfasst zwei Unterarten, neben der Nominatform Cychrus spinicollis spinicollis noch die Unterart Cychrus spinicollis ibericus.

## Bemerkungen zum Namen
Die Art wurde erstmals 1857 von Dufour beschrieben. Dufour beginnt den französischen Teil seiner Beschreibung mit den Worten: „Ce Cychrus a la forme et la grandeur du rostratus, dont on le distingue à l'instant par l'épine aigue et bien détachée des angles postérieurs du prothorax“ (frz.: Dieser Cychrus hat die Form und Größe von rostratus, von dem man ihn sofort unterscheiden kann durch den spitzen Stachel, der von den Hinterwinkeln des Halsschilds absteht). So erklärt sich der Artname spinicollis aus lat. spīna, Dorn und  cóllum, Hals, Halsschild. Die zur Abbildung gehörige Zeichnung wird versehentlich mit Cychrus acuticollis statt Cychrus spinicollis bezeichnet. Der Name der Gattung Cychrus ist von altgr. Κυχρεύς Kychréus, dem mythologischen Namen des Sohnes des Poseidons und der Salamis, abgeleitet.

## Beschreibung des Käfers
Der Käfer zeigt die typische Form eines Schaufelläufers mit langem Kopf, sehr schlanken Halsschild und langen Laufbeinen.
Der schlanke Kopf ist runzlig und sehr fein und kaum merklich punktiert. Die Mundwerkzeuge mit den langen Oberkiefern zeigen nach vorn. Die Oberlippe ist (in Abb. 5 rechts grün) tief zweilappig ausgeschnitten. Die Oberkiefer (in Abb. 5 rechts blau) sind lang und schlank und enden in einer klauenartigen Spitze. Darunter sitzen an der Innenseite zwei ähnlich gestaltete spitze Zähne. Die Unterkiefer tragen viergliedrige Kiefertaster (in Abb. 5 rechts rot) mit sehr kleinem ersten und sehr langem dritten Glied. Die Außenlade der Unterkiefer ist zu einem zweigliedrigen Taster umgebildet, wobei das Basisglied sehr klein, dass Endglied aber groß und messerförmig mit nach innen gekehrter Schneide ausgebildet ist (in Abb. 2 bei voller Vergrößerung auf unterster Ebene zwischen den Kiefern im vorderen Bereich durchscheinend dünn gut zu erkennen). Der Lippentaster (in Abb. 5 rechts gelb) ist dreigliedrig mit sehr kleinem Basisglied. Die Endglieder von Lippen- und  Kiefertaster sind auffallend groß und beilförmig, dabei auf der Unterseite schaufel- oder löffelförmig ausgehöhlt. Die elfgliedrigen Fühler sind fadenförmig und ab dem vierten Glied sehr kurz grau behaart.
Der schmale, herzförmige Halsschild ist deutlich grober verrunzelt punktiert als der Kopf. Er hat eine tief eingedrückte Mittellinie, die meist über die gesamte Länge des Halsschilds ausgebildet ist. Die Hinterecken sind zu einem langen Dorn ausgezogen, der nach oben gebogen ist (Abb. 3).
Die Flügeldecken sind miteinander verwachsen. Außen sind sie entlang einer Linie (in Abb. 4 rechts) von der Schulter bis fast zum Flügeldeckenende untergeschlagen und zerfallen so in einen dorsalen und in einen untergeschlagenen Teil. Der dorsale Teil trägt drei Reihen von länglichen Erhebungen mit gleichbleibender Distanz (Kettenstreifen, in Abb. 4, 1. Reihe grün getönt). Zwischen den Kettenstreifen zeigen die Flügeldecken  eine feine Struktur aus ineinanderlaufenden Erhebungen, die bei bestimmter Beleuchtung runzlig erscheinen. Graells zählt diese drei Reihen als 1., 3, und 5. von fünf Reihen, bei denen die Erhabenheiten höher ausgebildet sind als in der dazwischenliegenden 2. und 5. Reihe (in Abb. 3 erkennbar). Der seitlich liegende, etwas untergeschlagene, grob dreieckige Bereich der Flügeldecke ist wie die Intervalle der Oberseite strukturiert.
Auf der Unterseite ist die Brust weniger grob, aber deutlich punktiert. Der Hinterleib ist an den Seiten grob punktiert, gegen die Mitte glatter.
Die Beine sind schwarz, die Schienen größtenteils und die Tarsen manchmal gelbbraun aufgehellt.

## Larve
Die Larven der Gattung Cychrus haben einen breiten, asselförmigen Körperbau. Die Larven von Cychrus spinicollis sind flach, etwa in der Mitte des Hinterleibs am breitesten, und der Übergang von Brustsegmenten zu Hinterleibssegmenten ist fließend. Oberseits sind sie dunkelbraun, auf der Unterseite heller.
Der Kopf ist viereckig bis rundlich und nicht durch einen Hals von der Brust abgesetzt. Beim ersten Larvenstadium befinden sich auf der Stirn zwei zahnförmige Auswüchse, die dem Sprengen der Eihülle dienen. Der Vorderrand des Kopfes ist zwischen den Einlenkungen der Kiefer an den Seiten und in der Mitte erhöht. Auf den seitlichen Erhöhungen außen sitzt jeweils ein großer Porenpunkt, in dem eine lange Borste entspringt. Nahe dabei liegt eine Gruppe kleiner Poren. Weitere kleine Poren und Härchen finden sich nur vereinzelt. Die Stirnplatte erstreckt sich ohne sichtbare Naht bis zum Hinterrand der Kopfkapsel.
Die langen Fühler sind viergliedrig. Das kleine Basisglied ist am dicksten und etwa doppelt so lang wie breit. Es trägt zwei Porenpunkte und eine Borste. Das zweite Fühlerglied ist das längste. Es ist auf der Rückenseite mit zahlreichen Borstenpunkten und Haaren bestückt. Das dritte Glied ist kürzer und dünner. Auf ihm sind ebenfalls mehrere Poren und Haare verteilt. Das Endglied ist an dünnsten und etwa so lang wie das Basisglied. Es ist zugespitzt und trägt eine Gruppe von Haaren verschiedener Länge, zwei davon lang.
Hinter der Einlenkung der Fühler befinden sich auf jeder Seite sechs Punktaugen, die in zwei Gruppen aus je drei Augen angeordnet sind.
Der Oberkiefer ist an der Basis breit mit einer am Innenrand gezähnelten nach innen vorstehenden Mahlfläche, die an der Vorderecke des Innenrands in einen leicht gebogenen Zahn ausgezogen ist. Auf der Oberfläche ist sie mit zahlreichen kleinen kurzen Stacheln bestückt. Auch der vordere Teil der Mandibel ist am Innenrand sehr fein gezähnelt. Etwa auf halber Höhe befindet sich ein einzelnes Haar. Daneben sitzt eine größere Pore, eine weitere große zusammen mit einer Gruppe kleinerer Poren liegt an der Basis.
Das Basalglied des Unterkiefers (Cardo) ist sehr klein und trägt ein borstentragende Pore. Das folgende Glied (Stipes) ist groß und gut entwickelt. Es ist etwa viereckig mit sechs großen Haaren am Außenrand und einem Feld aus zahlreichen kleineren Haaren auf der Innenseite. Der Bereich zwischen der Haarreihe außen und dem Haarfeld innen ist nahe der Basis breit und wird zum apikalen Ende hin schmaler. In diesem Bereich befinden sich kleine Poren, die bei gleicher Dichte zur Basis hin zahlreich werden. Auf dem Stipes sitzt innen die sehr kleine lappenförmig ausgebildete Lacinia, die am Ende ein einzelnes Haar trägt. Nach außen daneben sitzt die zweigliedrige Galea. Das größere Grundglied trägt zwei Haare, dazwischen liegt eine Pore. Das spindelförmige Endglied zeigt keine auffälligen Strukturen. Neben der Galea zur Außenseite hin ist der Kiefertaster eingelenkt. Er ist viergliedrig, die Glieder werden nach außen zunehmend länger und dünner. Auch die Dichte der Poren und der Behaarung nimmt nach außen ab. Das erst und zweite Glied tragen noch relativ viel Poren und Haare. Das dritte Glied hat noch zwei Haare und zwei Poren, das kahle letzte Glied besitzt nur zwei Poren.
Die Unterlippe trägt zwei zweigliedrige Lippentaster. Die beiden Glieder sind etwa gleich groß, das äußere endet abgerundet. Das erste Glied trägt fünf Haare, das zweite drei große Poren.
Der erste Brustabschnitt ist der längste und schmalste, der dritte Brustabschnitt ist am kürzesten und breitesten. Die Rückenplatten des Brustabschnitts sind durch eine Längslinie zweigeteilt und fein punktiert. Sie verbreitern sich nach hinten, Vorder- und  Hinterecken sind stark abgerundet. Die Intersegmentalhäute, die die Brustabschnitte verbinden, tragen Gruppen aus Borstenhaaren.
Die drei Beinpaare unterscheiden sich im Wesentlichen nur durch die Größe, wobei die Vorderbeine am kleinsten, die Hinterbeine am größten sind. Sie bestehen aus den Teilen Hüfte, Hüftring, Schenkel, Schiene, und eingliedrigem Fuß. Dieser trägt ein Paar aus zwei gleich gebauten einfachen nur schwach gekrümmten Klauen. Die Glieder der Beine sind unterseits borstig behaart, wobei ein einzelnes Haar am Außenende des Schenkelrings durch seine Größe auffällt.
Der Hinterleib besteht aus zehn Gliedern. Diese werden vom ersten bis vierten Glied wenig breiter und ab dem fünften Glied nach hinten zunehmend kleiner. Die ersten sieben Segmente unterscheiden sich von oben betrachtet nur wenig vom dritten Brustabschnitt, das achte ist am Hinterrand tief eingebuchtet, das neunte hat in Aufsicht annähernd die Form eines Kreissektors und passt sich so in den Ausschnitt des achten Segments ein. Das zehnte und letzte Glied sitzt als kleiner Kegel dem neunten Segment auf. Die Rückenplatten des Hinterleibs sind kahl und fein punktiert. Sie zeigen außer den beiden letzten wie die Brustsegmente eine deutliche längs verlaufende Mittellinie. An den Hinterwinkeln tragen sie flache Erhöhungen und erreichen dort den nachfolgenden Sternit (Brustsegment). Das letzte Hinterleibssegment ist sehr klein und kegelförmig zugespitzt. Auf der Rückenseite trägt es zahlreiche unterschiedlich lange Haare, bauchseits sitzen seitlich je vier Haare.
Auf der Unterseite der Hinterleibs befinden sich in den vorderen Segmenten fünf seitlich nebeneinander liegende getrennte Platten. Ab dem vierten Hinterleibssegment sind die drei zentralen Platten zu einer verwachsen, sodass noch drei Platten vorhanden sind. Im neunten Segment ist nur eine Bauchplatte vorhanden. Außerdem trägt das neunte Segment dorsal einen kurzen paarigen Anhang (Urogomphi), der über dem zehnten Abdominalsegment liegt und deutlich kürzer als dieses ist.

## Biologie
Bei einem Vergleich von neunzehn verschiedenen Vegetationstypen wurde Cychrus spinicollis mit einer Ausnahme nur in Wäldern gefunden. Im Vergleich mit Uferwäldern, Mischwäldern, Kiefernwäldern und Eukalyptuswäldern wurden die Tiere fast ausschließlich in Mischwäldern gefangen. Bei einer weiteren Untersuchung mit fünf Waldtypen wurde die Art ausschließlich in Buchenwald gefunden. Bei einem Vergleich der Häufigkeit des Käfers an Waldrändern von Eichenwald und an Waldrändern von Buchenwald in Nordspanien wurde die Art nur in Buchenwald gefangen, und zwar im Vergleich Waldrand, 50 Meter und 100 Meter vom Rand entfernt deutlich am häufigsten 100 m tief im Wald. Die Art wird als Bewohner feuchter Wälder eingestuft. Man findet sie dort häufig im Eingangsbereich von Höhlen und Grotten, hauptsächlich im Herbst und Winter. Anlässlich der Beschreibung der Larven gesammelte Exemplare wurden stets in Ufernähe in feuchtem Laubwäldern gefunden, bei denen Stechpalmen, Birken und Mehlbeeren die häufigste Baumarten darstellten und im Unterwuchs die Heidelbeere auftrat.
Larve und Imago ernähren sich von Schnecken. Die Mundwerkzeuge der Käfer ermöglichen das Eindringen in Schneckengehäuse und das Auskratzen der Beutetiere, die untergeschlagenen Seiten der Flügeldecken verhindern das Verkleben der Stigmen durch den Schleim der Schnecken.
Die Käfer pflanzen sich im Herbst fort und sind im November deutlich am häufigsten. Die ersten Larven des ersten Larvenstadiums werden schon im Dezember gefunden, das Maximum von Larvenfunden liegt jedoch zwischen Februar und April. Larven des dritten und letzten Stadiums findet man ab Mai. Daraus lässt sich auf eine lange Puppenruhe schließen. Die Käfer der neuen Generation erscheinen im späten Frühjahr oder im Sommer.

## Verbreitung
Die Art ist im Kantabrischen Gebirge und in den Bergen von Galicien zu finden.